# Tsaile, Arizona
Tsaile je naseljeno područje za statističke svrhe u američkoj saveznoj državi Arizona. Prema popisu stanovništva iz 2010. u njemu je živjelo 1,205 stanovnika.